# Stine Jensen
Stine Jensen (Hillerød, 13 de enero de 1972) es una filósofa y publicista danesa-neerlandesa.

## Biografía
Nació en Dinamarca, pero llegó a los Países Bajos antes de su primer cumpleaños con sus padres y su hermana gemela Lotte Jensen, ya que su padre encontró trabajo allí. Todavía posee la nacionalidad danesa.
Estudió literatura (graduada cum laude ) y filosofía en la Universidad de Groninga. Entre 2002 y 2007 viajó entre Ámsterdam y Estambul; vivió en la metrópoli turca durante algún tiempo para escribir su libro Turkse vlinders [Mariposas turcas] sobre las relaciones amorosas interculturales. También fue profesora en la Universidad Libre de Ámsterdam.
Jensen ha escrito diversos libros, a menudo desde una perspectiva filosófica. También escribe columnas para NRC Handelsblad. Sus contribuciones también han aparecido en varias revistas como Armada, Biography Bulletin y Philosophy Magazine. Desde 2010 lleva realizando ocho series del programa Dus ik ben, sobre todo tipo de aspectos de la filosofía, para el medio de comunicación neerlandés HUMAN. En 2013 realizó la serie de cuatro partes Licht op het Noorden para VPRO y HUMAN, en la que examina la vida en Escandinavia (Dinamarca, Suecia, Finlandia y Noruega, respectivamente). Al mismo tiempo, publicó un libro del mismo nombre.
Para su debut en el libro infantil Lieve Stine, weet jij het? [Querido Stine, ¿lo sabes?] Jensen recibió el Premio Estilete de Plata en 2015. En este libro establece una relación entre las preguntas que se hacen los niños y las obras de los grandes filósofos.
Stine Jensen practica yoga y solía ser una atea feroz, ahora se llama a sí misma una atea "alegre".
Participó en el programa de telerrealidad Wie is de Mol? [¿Quién es el topo?] en 2018. Lo abandonó en el séptimo episodio, terminando sexta. Ese mismo año también presentó Stine boekt sterren en Human, en el que habló alternativamente con Tim Hofman, Hans Klok, Claudia de Breij, Abdelkader Benali, Fidan Ekiz y Emilio Guzman sobre libros que coinciden con su historia personal.

## Publicaciones
- De verlangenmachine. Over vrouwen in de popmuziek (2001), ISBN 9789053339848
- Waarom vrouwen van apen houden. Een liefdesgeschiedenis in cultuur en wetenschap (2002, tevens proefschrift, door Micheline Goche vertaald in het Frans als: Les femmes préfèrent les singes), ISBN 9789035124684
- Aapverhalen (2004), ISBN 9789028420014
- Leugenaars (2006), ISBN 9789056377991
- Voor de dieren (2007)
- Waarom vrouwen van apen houden. De vergeefse mensenliefde voor Bokito en andere apen (2007, heruitgave van haar proefschrift uit 2002)
- REHAB. it was the moment she finally snapped... (2008, met Jelle Bouwhuis), ISBN 9789059730700
- Turkse vlinders. Liefde tussen twee culturen (2008), ISBN 9789044610659
- Dokter Jazz (2009), ISBN 9789041412164
- Dus ik ben (2010, met Rob Wijnberg), ISBN 9789023450313
- Het broekpak van Olivia Newton-John (2011), ISBN 9789026323591
- Ik lieg, dus ik ben (2011), ISBN 9789047703945
- Echte vrienden (2011, essay voor de maand van de filosofie), ISBN 9789047703785
- Licht op het Noorden. Stine Jensen in Scandinavië (2013) ISBN 9789026326196
- Lieve Stine, weet jij het? 20 vragen over het leven (2014, met illustraties van Sverre Fredriksen), ISBN 9789020621075
- Go East (2015), ISBN 9789026329449
- Zussenboek (2016, co-auteur haar tweelingzus Lotte Jensen), ISBN 9789044537369
- Alles wat ik voel. Het grote emotieboek (2017, met illustraties van Marijke Klompmaker), ISBN 9789020622126
- De opvoeders. Wat filosofie de schipperende ouder kan leren (2017, met Frank Meester), ISBN 9789048855483
- Hoe voed ik mijn ouders op? (2019, met Frank Meester, met illustraties van Hugo van Look), ISBN 978-9020618433
- Alles wat was: hoe ga je om met afscheid? (Kluitman, 2020). Illustrator Marijke Klompmaker won een Zilveren Penseel, ISBN 978-90-206-2243-0